# 哈瑟尔罗特
哈瑟尔罗特是德国黑森州的一个市镇。总面积18.92平方公里，总人口7307人，其中男性3619人，女性3688人（2011年12月31日），人口密度386人/平方公里。